# Barbara Othman
Barbara Othman (Selnik kraj Ludbrega), hrvatska je operna sopranistica.

## Životopis
Počela je nastupati još kao djevojčica na raznim festivalima.
Održala je brojne koncerte u Hrvatskoj i inozemstvu, a projektom HRT i Matice iseljenika 'Hrvatska priča' uz orkestar HRT-a nastupila u Južnoj Americi, SAD-u, Australiji, Južnoj Africi i zemljama Europe. Nastupala je uz Simfonijski orkestar HRT-a, Zagrebačku filharmoniju, Orkestar Hrvatske vojske, Tamburaški orkestar HRT-a, Big band HRT-a, Dubrovački gudački kvartet, Simfonijski orkestar Mostar, Simfonijski orkestar Budimpešte i brojnim drugima.
Glavnom ulogom u mjuziklu 'Priča sa zapadne strane' debitirala je 2003. godine na pozornici HNK Zagreb, a u sklopu Splitskog ljeta, u kolovozu 2006. godine nastupila je u ulozi egipatske svećenice.

## Nagrade i priznanja
U finale svjetskog natjecanja solo pjevača 'Belvedere' plasirala se 2002. godine i osvojila nagradu 'Axelle Gall'

## Vanjske poveznice
- diskografija, Barbara Othman
- diskografija
- intervju za Gloriju